# Kodeks lubiński

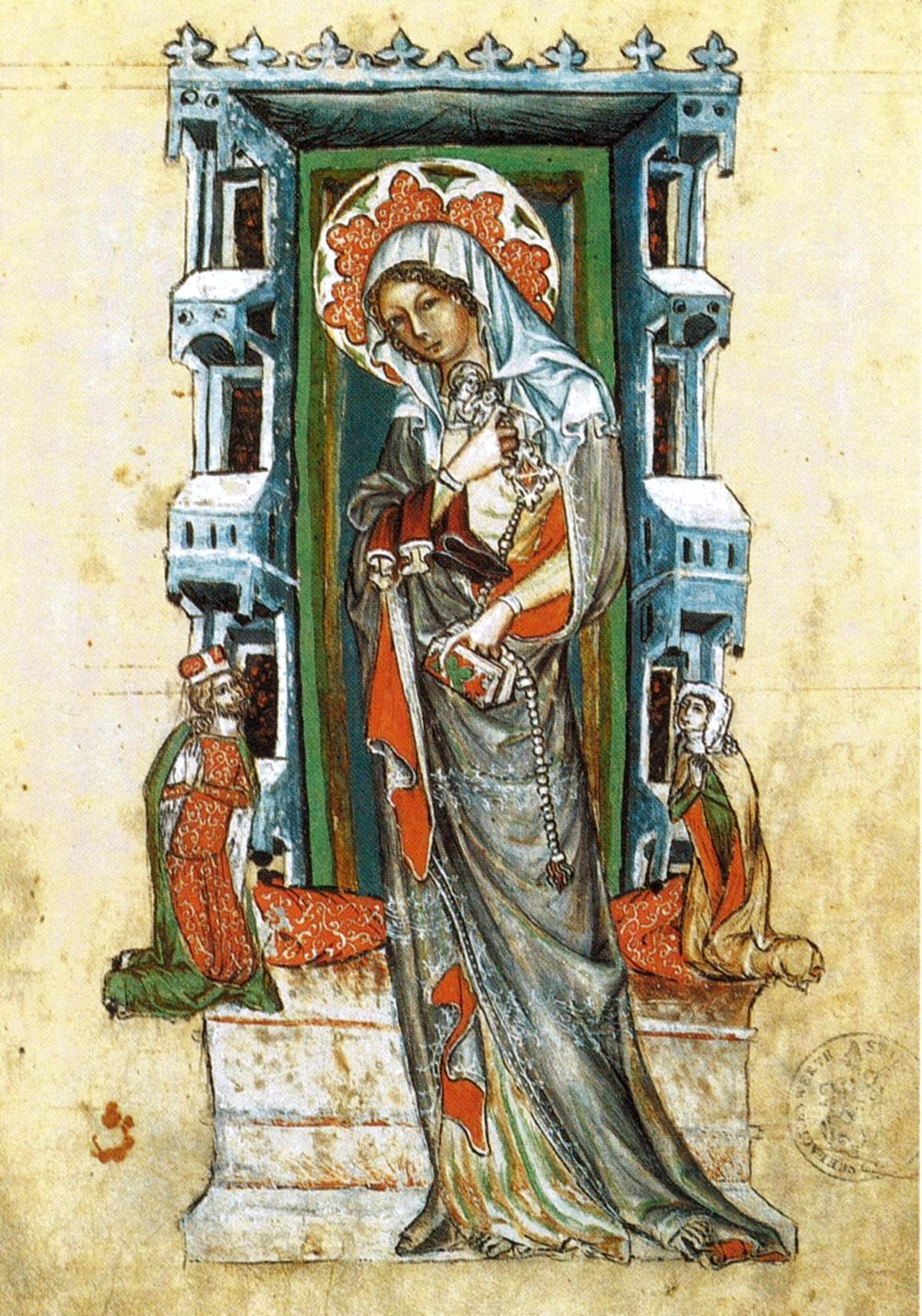
Miniatura z wizerunkiem św. Jadwigi

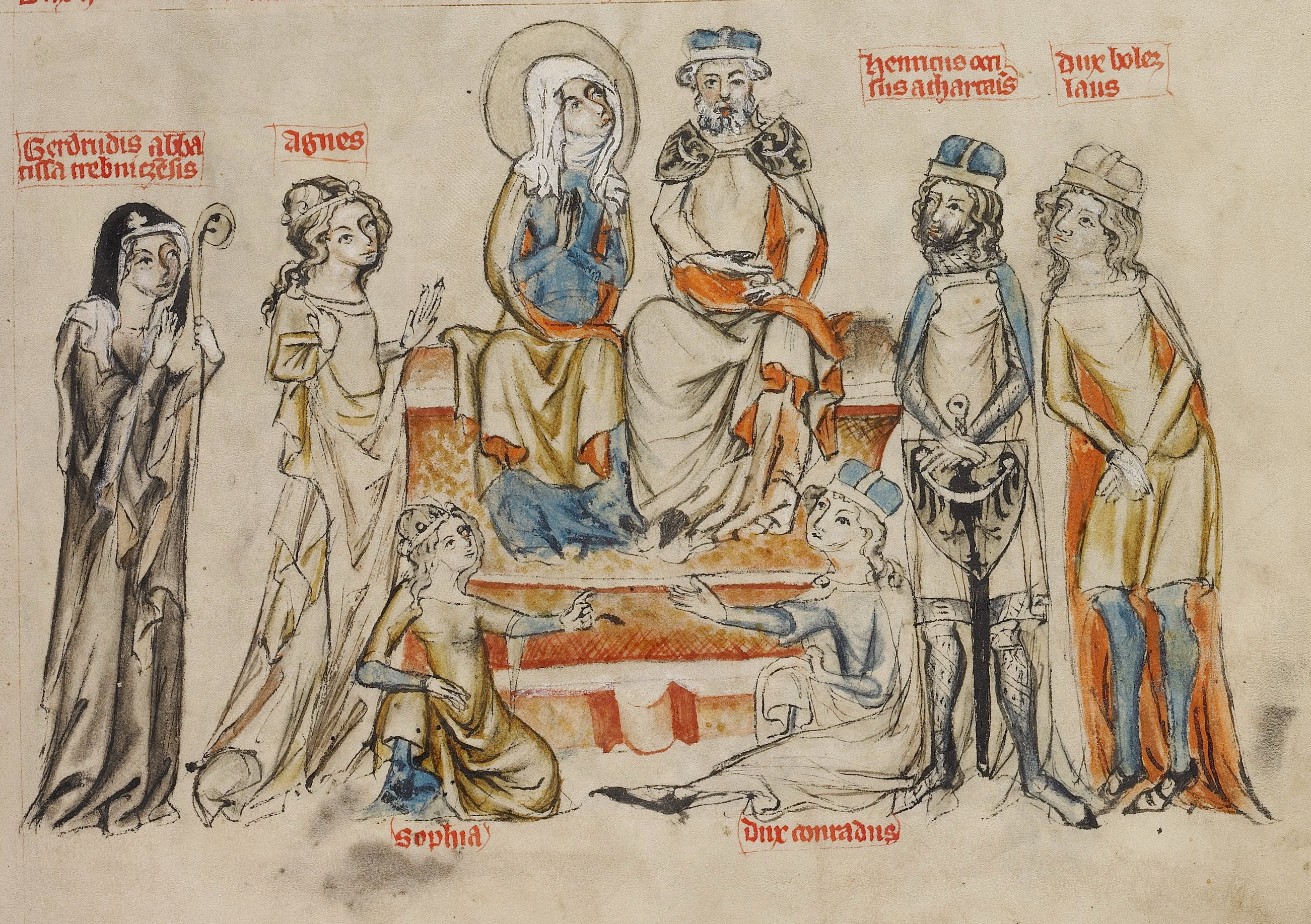
Rodzina św. Jadwigi z Legendy Świętej Jadwigi (pośrodku siedzą Jadwiga i Henryk I Brodaty, od lewej Stoja:. Gertruda, Agnieszka, Henryk II Pobożny, Bolesław, na dole siedzą Zofia i Konrad Kędzierzawy

Kodeks lubiński (Legenda o św. Jadwidze) − czternastowieczny rękopis z legendą obrazową o św. Jadwidze Śląskiej spisany po łacinie w 1353 r. z inicjatywy księcia brzeskiego Ludwika I w Lubinie przez zakonnego skrybę Mikołaja Pruzię. 

## Okoliczności powstania
Książę brzeski Ludwik I propagował kult swej świętej prapraprababki Jadwigi Śląskiej. W 1367 roku przypadała setna rocznica jej kanonizacji. W przygotowaniach do jubileuszowych uroczystości bardzo zaangażował się dwór książąt brzeskich zwłaszcza Ludwik I. W związku z tym wydarzeniem Ludwik I złożył zamówienie na kodeks opisujący Legendę o św. Jadwidze. Intencją księcia była przede wszystkim prezentacja znaczenia rodu, z którego się wywodził. Niemałą rolę w tym przedsięwzięciu odegrał Przecław z Pogorzeli biskup wrocławski.
Kodeks lubiński powstał w 1353 roku. Zgodnie z inskrypcją powstał na przedmieściach Lubina, prawdopodobnie przed Bramą Głogowską. Od miasta spisania kodeksu pochodzi jego nazwa. 
Gruba bogato ilustrowana księga zawierająca kilkadziesiąt barwnych ilustracji obrazujących genealogię św. Jadwigi, dwa jej żywoty (Vita maior – żywot większy i vita minor – żywot mniejszy), modlitwę do patronki Śląska, homilie św. Bernarda z Clairvaux oraz bullę i kazanie kanonizacyjne papieża Klemensa IV wygłoszone z okazji wyniesienia na ołtarze. Tekst ilustruje 60 miniatur, ukazujących życie świętej. 
Autorem części ilustrowanej był nieznany z imienia iluminator, który prawdopodobne pobierał nauki w Czechach. Ilustracje Kodeksu lubińskiego są perłą śląskiego malarstwa miniaturowego.

## Dzieje kodeksu
Do czasów reformacji kodeks spoczywał w brzeskiej kolegiacie, po jej sekularyzacji trafił do biblioteki Gimnazjum Piastowskiego ufundowanego przez księcia Jerzego II w Brzegu. Pozostawał w niej do czasu emigracji do Polski wnuka Jerzego II księcia Jana Chrystiana brzeskiego, który dzieło oddał na przechowanie katolickiemu arystokracie Franciszkowi Gotfrydowi von Troilo z Lasocic koło Nysy. Gotfryd von Troilo, ze względu na działania wojny trzydziestoletniej, nie zatrzymał kodeksu na Śląsku lecz wysłał go do swych czeskich posiadłości. 

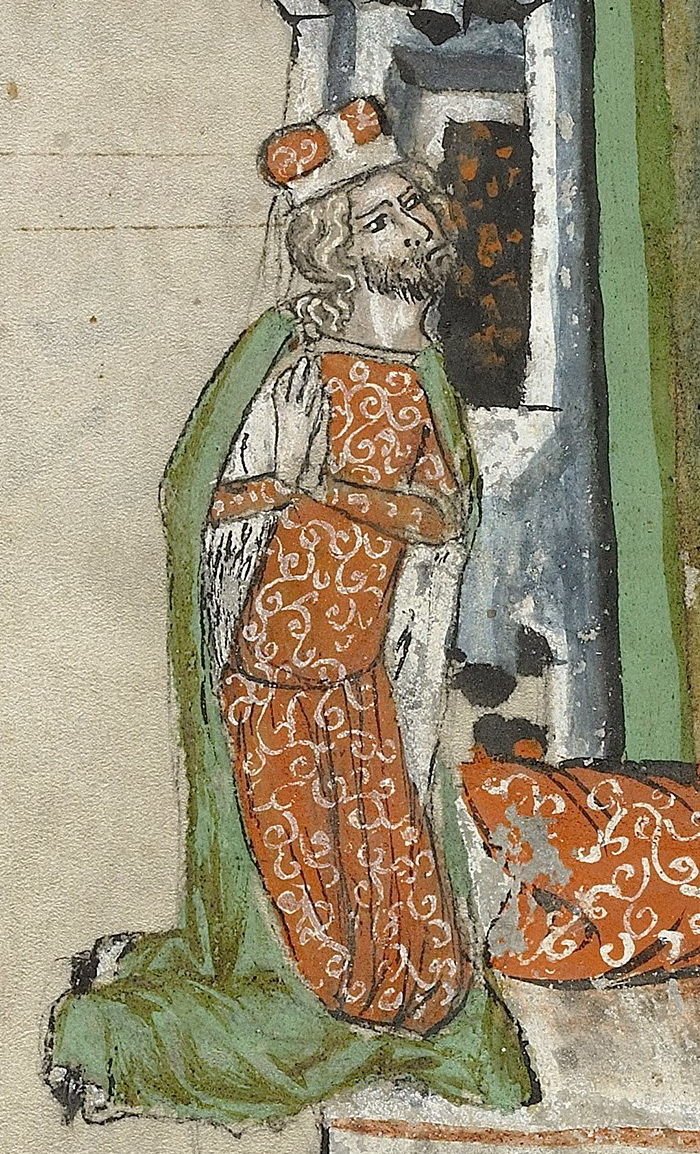
Ludwik I Brzeski

Zmieniając wielokrotnie właścicieli, kodeks pozostawał przez dłuższy okres w bibliotece klasztoru pijarów w czeskim Ostrovie, by ponownie trafić w ręce prywatne – tym razem do rodziny Gutmannów w Wiedniu. W 1938 roku skonfiskowany jako mienie żydowskie przetrwał w dobrym stanie II wojnę światową. Po wojnie został wystawiony na sprzedaż w jednym z niemieckich antykwariatów. W 1947 roku wrócił do rąk Gutmannów, mieszkających wówczas w Kanadzie. W 1964 roku na aukcji w Nowym Jorku kodeks został sprzedany do akwizgrańskiej kolekcji Ludwigów i znowu znalazł się w Europie. W 1983 roku, kolejny raz Legendę św. Jadwigi wystawiono na licytację. Rękopis kupił milioner ze Stanów Zjednoczonych Paul Getty, który swoją kolekcję wraz z rękopisem zapisał w testamencie narodowi amerykańskiemu. Obecnie Kodeks lubiński znajduje się w kalifornijskim The J. Paul Getty Museum w Malibu.